# Aman Wote
Aman Wote Fete (18 aprile 1984) è un ex mezzofondista etiope.

## Palmarès
| Anno | Manifestazione     | Sede       | Evento       | Risultato  | Prestazione | Note |
| ---- | ------------------ | ---------- | ------------ | ---------- | ----------- | ---- |
| 2010 | Africani           | Nairobi    | 1500 m piani | 7º         | 3'38"89     |      |
| 2011 | Giochi panafricani | Maputo     | 1500 m piani | 5º         | 3'41"04     |      |
| 2012 | Mondiali indoor    | Istanbul   | 1500 m piani | 4º         | 3'47"02     |      |
| 2012 | Olimpiadi          | Londra     | 1500 m piani | Batteria   | 3'41"67     |      |
| 2013 | Mondiali           | Mosca      | 1500 m piani | Semifinale | 3'36"94     |      |
| 2014 | Mondiali indoor    | Sopot      | 1500 m piani | Argento    | 3'38"08     |      |
| 2014 | World Relays       | Nassau     | 4x1500 m     | Bronzo     | 14'41"22    |      |
| 2015 | Mondiali           | Pechino    | 1500 m piani | Finale     | dnf         |      |
| 2016 | Mondiali indoor    | Portland   | 1500 m piani | 6º         | 3'44"86     |      |
| 2018 | Mondiali indoor    | Birmingham | 1500 m piani | 4º         | 3'58"64     |      |
| 2018 | Africani           | Asaba      | 1500 m piani | 5º         | 3'38"49     |      |

## Campionati nazionali
2010
- Bronzo ai campionati etiopi, 1500 m piani - 3'45"19

2011
- Bronzo ai campionati etiopi, 1500 m piani - 3'39"63

2014
- Oro ai campionati etiopi, 1500 m piani - 3'38"18

2016
- Oro ai campionati etiopi, 1500 m piani - 3'40"4

## Altre competizioni internazionali
2012
- 9º ai Bislett Games ( Oslo), miglio - 3'53"02
- Bronzo al Prefontaine Classic ( Eugene), miglio - 3'54"73

2013
- Bronzo al Prefontaine Classic ( Eugene), miglio - 3'49"88
- Argento al Meeting de Paris ( Parigi), 1500 m piani - 3'32"65

2014
- Bronzo al Prefontaine Classic ( Eugene), miglio - 3'48"60
- 6º all'Herculis ( Monaco), 1500 m piani - 3'29"91
- 4º all'Athletissima ( Losanna), 1500 m piani - 3'31"96

2015
- 13º al Prefontaine Classic ( Eugene), miglio - 3'57"34
- 8º all'Herculis ( Monaco), 1500 m piani - 3'30"29

2016
- 6º al Prefontaine Classic ( Eugene), miglio - 3'53"23

2017
- Bronzo al Bauhaus-Galan ( Stoccolma), 1500 m piani - 3'31"63
- Oro all'Athletissima ( Losanna), 1500 m piani - 3'32"20

2018
- 10º al Prefontaine Classic ( Eugene), miglio - 3'56"49
- 8º all'Herculis ( Monaco), 1500 m piani - 3'31"90
- 4º al Meeting de Paris ( Parigi), 1500 m piani - 3'32"81
- 8º al Golden Gala ( Roma), 1500 m piani - 3'36"30

2019
- 13º ai Bislett Games ( Oslo), miglio - 3'59"37
- 12º all'Athletissima ( Losanna), 1500 m piani - 3'36"68
- 7º al Bauhaus-Galan ( Stoccolma), 1500 m piani - 3'42"68